# Fekete nyír
A fekete nyír (Betula nigra) természetes körülmények között leginkább az USA keleti részén fordul elő, nyirkos erdők, folyópartokon.

## Leírása
Terebélyes, 30 m magasra megnövő lombhullató fa. A kérge fiatalon rózsásszürke, hámló, később sötétbarna és repedezett.
Levelei rumbusz alakúak, 10 cm hosszúak. Hegyes csúcsban végződnek, kétszeresen fogazottak. Felszínük sötét kékeszöld és sima, fonákjuk kékesszürke az erek mentén szőrös.
A virágok tavasszal nyílnak. lecsüngő porzós barkái 7,5 cm-esek, sárgásbarnák, a termősek zöldek.
Termése a termős barka éretten szárnyas makkokra esik szét.

## Képek

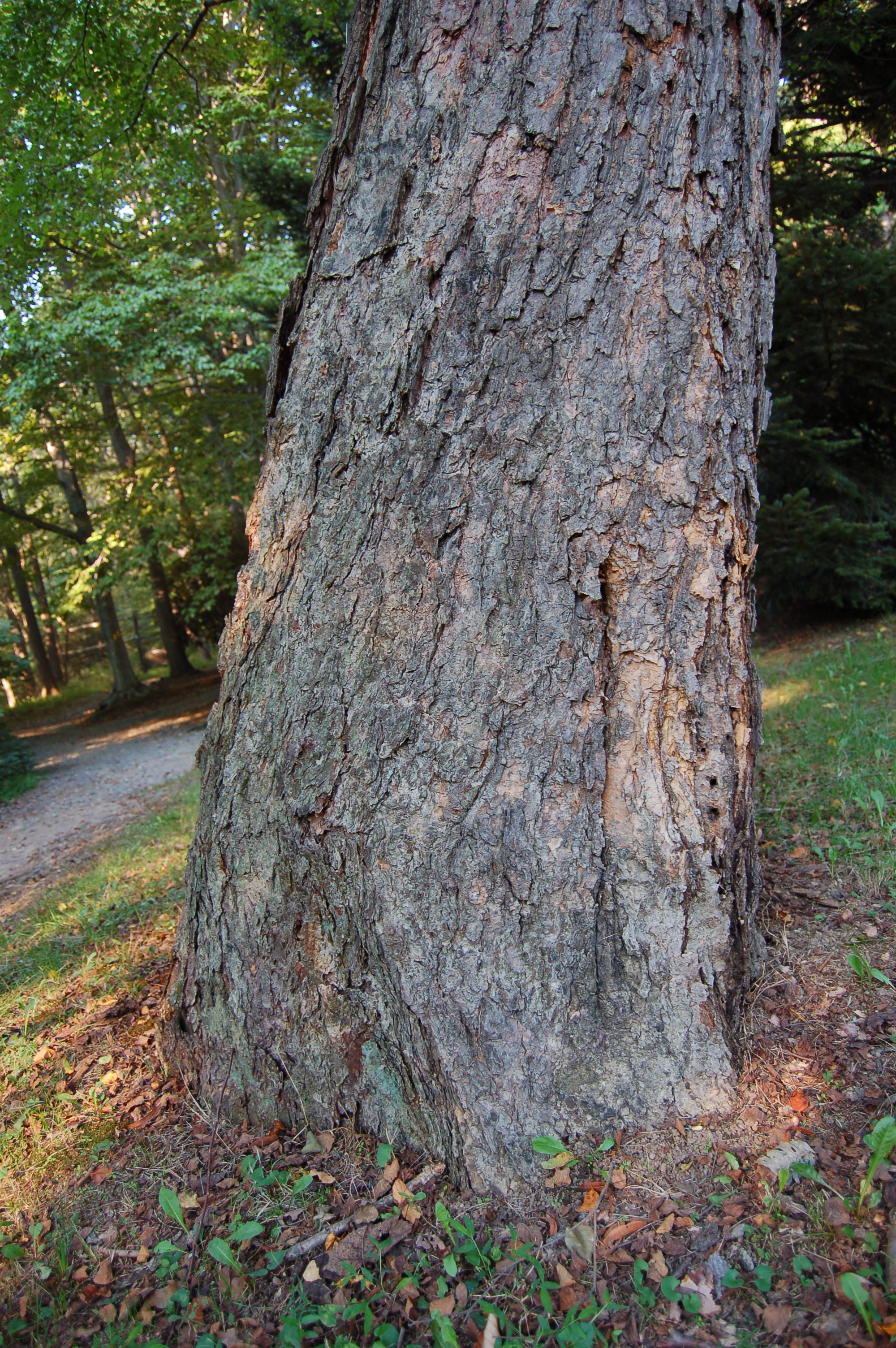
kérge
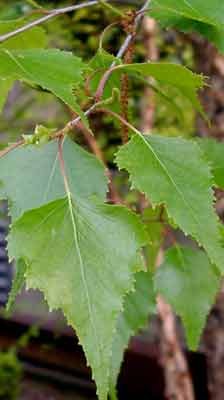
levelei
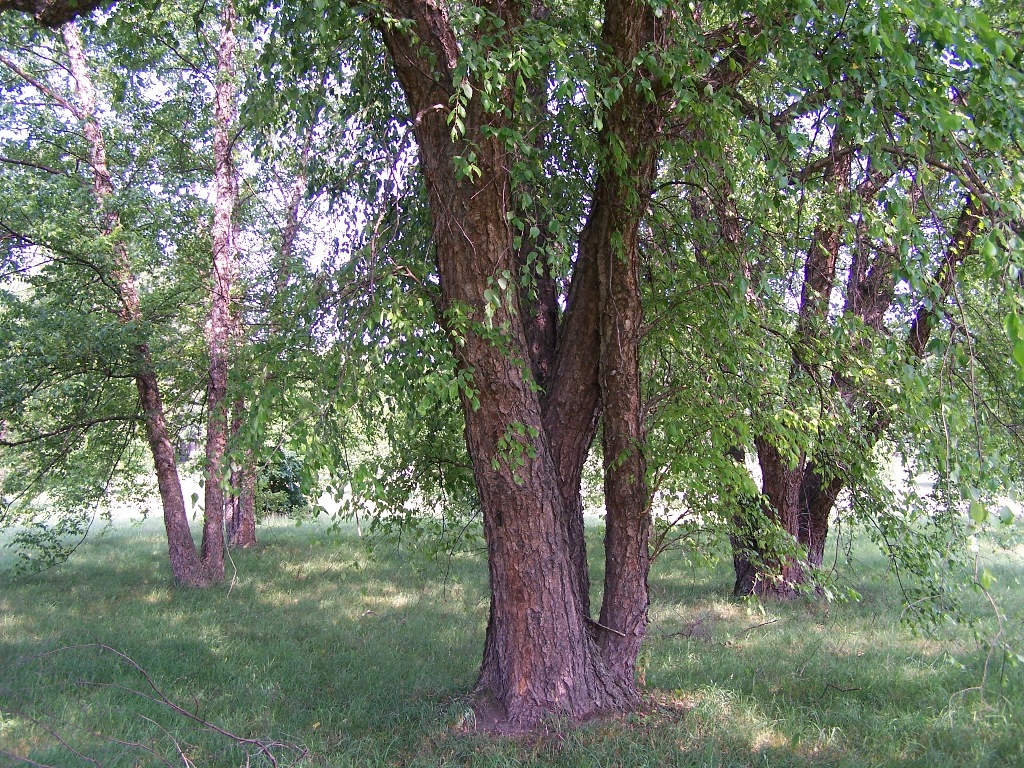
Idős példányok